# Barrage éclusé d'Ablon-sur-Seine
Le barrage éclusé d'Ablon-sur-Seine est situé sur la Seine, entre les communes d'Ablon-sur-Seine et de Vigneux-sur-Seine.

## Historique

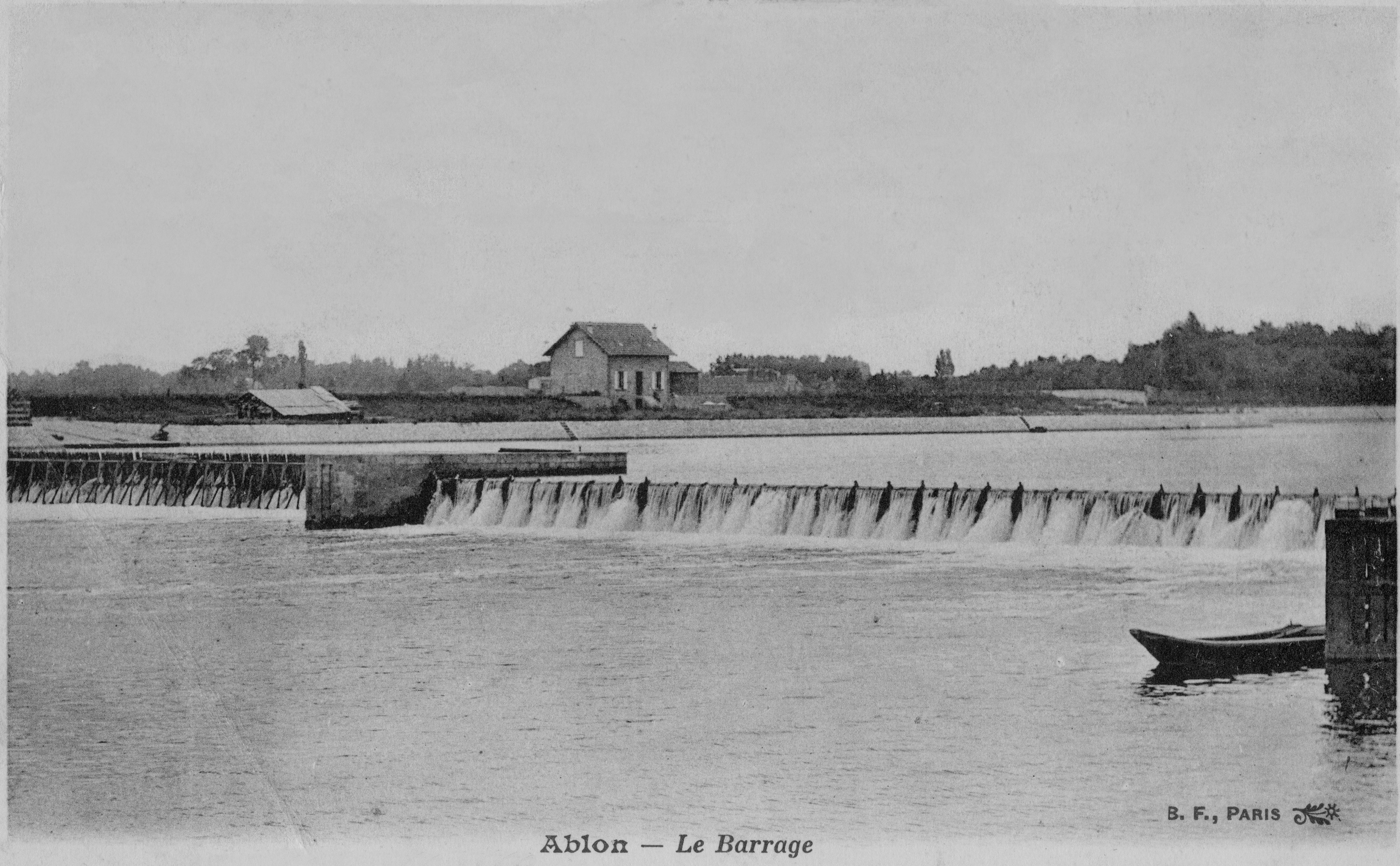
Cliché du barrage en 1908.

C'est dans le cadre de la canalisation de la Seine en amont de Paris que la construction de ce barrage est entreprise en 1860 et achevée en 1864. 
Il s'agit d'un barrage de 150 m de long, à hausses et déversoir sur le principe conçu par l'ingénieur Chanoine.
L'écluse est sur Ablon, du côté du chemin de halage. Elle mesure 180 m de long sur 12 m de large.
En 1880, le système de hausses est remplacé par un système de fermettes et d'aiguilles, tandis que le mouillage passe à 2 m avant d'être porté au début du XXe siècle à 3,20 m.
En 1906 une seconde écluse, côté Vigneux-sur-Seine est construite afin de faire face à l'augmentation du trafic.
En 1982, le barrage devenu vétuste est remplacé par un équipement sur le modèle de celui du barrage éclusé de Port-à-l'Anglais, composé de trois passes obstruées par des clapets de 6 m de haut, ouvrables en période de crues, et d'une passerelle ouverte au public.